# Aralia lihengiana
Aralia lihengiana là một loài thực vật có hoa trong Họ Cuồng. Loài này được J.Wen, L.L.Deng & X.C.Shi mô tả khoa học đầu tiên năm 2002.